# Jezioro Wielewskie
Jezioro Wielewskie (kasz. Jezoro Wielewsczé) – jezioro morenowe w Polsce, położone w województwie pomorskim, w powiecie kościerskim, w gminie Karsin, w mezoregionie Bory Tucholskie. Nad jego północno-wschodnim brzegiem leży wieś Wiele.

## Dane morfometryczne
Powierzchnia zwierciadła wody według różnych źródeł wynosi od 152,5 ha przez 156,1 ha do 157 ha.
Zwierciadło wody położone jest na wysokości 141,5 m n.p.m. lub 142,3 m n.p.m. Średnia głębokość jeziora wynosi 11,8 m, natomiast głębokość maksymalna 40,5 m.
W oparciu o badania przeprowadzone w 2002 roku wody jeziora zaliczono do I klasy czystości.